# Bobo (Coahoma County, Mississippi)
Bobo ist ein Census-designated place (CDP) auf gemeindefreiem Gebiet im Coahoma County, Mississippi, USA. Das U.S. Census Bureau hat bei der Volkszählung 2020 eine Einwohnerzahl von 118 ermittelt.
Bobo liegt an den U.S. Highways 61 und 278, südwestlich von Clarksdale sowie an einer früheren Strecke der ehemaligen Yazoo and Mississippi Valley Railroad.

## Persönlichkeiten
- Junior Parker (1932–1971), Bluessänger und Mundharmonikaspieler[2]
- Joe Willie Wilkins (1921 oder 1923–1979), Bluesgitarrist, Sänger und Songwriter[2]